# 黒河貴矢
黒河 貴矢（くろかわ たかや、1981年4月7日 - ）は、愛媛県周桑郡丹原町（現：西条市）出身の元サッカー選手、サッカー指導者。ポジションはGK。

## 来歴
市立船橋高校では高校総体や選手権で優勝するなど数々のタイトルを獲得し、早くから年代別日本代表に選出されていた。
2000年に清水エスパルスに入団。公式戦デビューは2000年7月1日のJ1リーグ2ndステージ第2節横浜F・マリノス戦で、試合直前になって腰痛でプレーできなくなった真田雅則の代役として急遽先発出場した。クラブでは徐々に出場時間を延ばし、2003年はリーグ戦24試合に出場した。2004年はアテネオリンピック日本代表に選出されたものの、曽ヶ端準がオーバーエイジ枠で参加したこともあり出場機会を掴めず、クラブでも新たに加入した西部洋平にレギュラーを奪われ、2006年は東京ヴェルディに期限付き移籍。9月に東京Vとの契約を解除してジェフユナイテッド千葉に期限付き移籍したが、両クラブとも出場機会に恵まれず、シーズン終了後に清水から戦力外通告を受けた。
2007年3月、清水からアルビレックス新潟に完全移籍し、同時にJAPANサッカーカレッジ（JSC）に期限付き移籍。2008年に新潟に復帰したが、北野貴之が正GKを務めていた2年間は出場機会はなかった。
2010年は北野の移籍と高木貴弘の負傷に伴い開幕スタメン入りを果たしたが、J1第2節ジュビロ磐田戦（1-1）で左眼窩壁骨折で全治1か月の重傷を負い、復帰後も自身の離脱中にポジションを掴んだ東口順昭にレギュラーを奪われたが、東口が負傷離脱するとレギュラーに返り咲き、この年は東口と交代で試合に出場する形となった。
2011年は開幕戦翌日の川崎フロンターレ麻生グラウンドで行われた川崎とのトレーニングゲーム中に右足アキレス腱断裂により全治6ヵ月の重傷を負う。この年は黒河を含めGK陣に怪我人が相次ぎ、チームがGKの緊急補強（小澤英明、武田洋平）を敢行する中でシーズンの大半を棒に振り、結局出場機会は無かった。
2012年は東口が離脱中だったこともあり2年ぶりの開幕スタメン入りを果たしたが、その川崎戦（0-1）で左膝の半月板損傷による全治3週間の怪我を負い、3年連続の負傷離脱となった。それでも、第12節磐田戦（1-6）で登録メンバーに復帰。直前に東口が長期離脱した中で迎えた第29節大宮戦（1-1）で2年ぶりの出場を果たすと、第31節清水戦（1-0）と第33節仙台戦（1-0）の接戦を完封で制するなど奮闘し、新潟のJ1逆転残留に貢献した。
2013年も開幕スタメンを勝ち取り引き続き正GKとしてプレーしていたが、チームの調子が上がらず東口が復帰した第14節柏レイソル戦（3-2）以降は控えに逆戻りし出場機会がなかった。また、2014年も東口に変わって加入した守田達弥がリーグ戦全34試合に出場したため、3年ぶりにリーグ戦での出場がなかった。
2015年は、本間勲・田中亜土夢の移籍・退団により、2008年から在籍している黒河が新潟の最古参選手となった。
2016年シーズンをもって現役を引退し、2017年より新潟のアカデミーコーチに就任した。2019年末に新潟を退団し、2020年から地元である愛媛FCのアカデミーGKコーチに就任した。

## 所属クラブ
ユース経歴
- 丹原SS
- 西条市立丹原東中学校
- 1997年 - 1999年 船橋市立船橋高校

プロ経歴
- 2000年 - 2006年 清水エスパルス
  - 2006年 - 同年9月 東京ヴェルディ1969 (期限付き移籍)
  - 2006年9月 - 同年12月 ジェフユナイテッド千葉 (期限付き移籍)
- 2007年 - 2016年 アルビレックス新潟
  - 2007年 JAPANサッカーカレッジ (期限付き移籍)

## 個人成績
| 国内大会個人成績 | 国内大会個人成績 | 国内大会個人成績 | 国内大会個人成績 | 国内大会個人成績 | 国内大会個人成績 | 国内大会個人成績 | 国内大会個人成績 | 国内大会個人成績 | 国内大会個人成績 | 国内大会個人成績 | 国内大会個人成績 |
| 年度             | クラブ           | 背番号           | リーグ           | リーグ戦         | リーグ戦         | リーグ杯         | リーグ杯         | オープン杯       | オープン杯       | 期間通算         | 期間通算         |
| 年度             | クラブ           | 背番号           | リーグ           | 出場             | 得点             | 出場             | 得点             | 出場             | 得点             | 出場             | 得点             |
| 日本             | 日本             | 日本             | 日本             | リーグ戦         | リーグ戦         | リーグ杯         | リーグ杯         | 天皇杯           | 天皇杯           | 期間通算         | 期間通算         |
| ---------------- | ---------------- | ---------------- | ---------------- | ---------------- | ---------------- | ---------------- | ---------------- | ---------------- | ---------------- | ---------------- | ---------------- |
| 2000             | 清水             | 24               | J1               | 1                | 0                | 1                | 0                | 0                | 0                | 2                | 0                |
| 2001             | 清水             | 20               | J1               | 8                | 0                | 0                | 0                | 5                | 0                | 13               | 0                |
| 2002             | 清水             | 20               | J1               | 11               | 0                | 2                | 0                | 0                | 0                | 13               | 0                |
| 2003             | 清水             | 20               | J1               | 24               | 0                | 3                | 0                | 0                | 0                | 27               | 0                |
| 2004             | 清水             | 20               | J1               | 4                | 0                | 0                | 0                | 1                | 0                | 5                | 0                |
| 2005             | 清水             | 1                | J1               | 5                | 0                | 1                | 0                | 0                | 0                | 6                | 0                |
| 2006             | 東京V            | 26               | J2               | 0                | 0                | -                | -                | -                | -                | 0                | 0                |
| 2006             | 千葉             | 40               | J1               | 0                | 0                | 0                | 0                | 0                | 0                | 0                | 0                |
| 2007             | JSC              | 1                | 北信越1部        | 14               | 0                | -                | -                | 2                | 0                | 16               | 0                |
| 2008             | 新潟             | 22               | J1               | 0                | 0                | 0                | 0                | 0                | 0                | 0                | 0                |
| 2009             | 新潟             | 22               | J1               | 0                | 0                | 1                | 0                | 0                | 0                | 1                | 0                |
| 2010             | 新潟             | 1                | J1               | 11               | 0                | 1                | 0                | 1                | 0                | 13               | 0                |
| 2011             | 新潟             | 1                | J1               | 0                | 0                | 0                | 0                | 0                | 0                | 0                | 0                |
| 2012             | 新潟             | 1                | J1               | 7                | 0                | 1                | 0                | 0                | 0                | 8                | 0                |
| 2013             | 新潟             | 1                | J1               | 13               | 0                | 3                | 0                | 1                | 0                | 17               | 0                |
| 2014             | 新潟             | 1                | J1               | 0                | 0                | 0                | 0                | 0                | 0                | 0                | 0                |
| 2015             | 新潟             | 1                | J1               | 2                | 0                | 0                | 0                | 2                | 0                | 4                | 0                |
| 2016             | 新潟             | 1                | J1               | 0                | 0                | 0                | 0                | 0                | 0                | 0                | 0                |
| 通算             | 日本             | 日本             | J1               | 86               | 0                | 13               | 0                | 10               | 0                | 109              | 0                |
| 通算             | 日本             | 日本             | J2               | 0                | 0                | -                | -                | -                | -                | 0                | 0                |
| 通算             | 日本             | 日本             | 北越信1部        | 14               | 0                | -                | -                | 2                | 0                | 16               | 0                |
| 総通算           | 総通算           | 総通算           | 総通算           | 100              | 0                | 13               | 0                | 12               | 0                | 125              | 0                |

その他の公式戦
- 2001年
  - スーパーカップ 1試合0得点
- 2002年
  - スーパーカップ 1試合0得点

## タイトル
- 船橋市立船橋高校
  - 1998年 - 全国高等学校総合体育大会優勝、国民体育大会優勝
  - 1999年 - 第78回全国高等学校サッカー選手権大会優勝
- 清水エスパルス
  - 2002年 -  第81回天皇杯優勝

## 代表歴
- U-17日本代表
- U-18日本代表
- U-19日本代表
- U-20日本代表
  - 2001年 - 2001 FIFAワールドユース選手権
- U-21日本代表
  - 2002年 - トゥーロン国際大会3位、第14回アジア競技大会準優勝
- U-23日本代表
  - 2004年 - アテネオリンピック

## 指導歴
- 2017年 - 2019年 アルビレックス新潟
  - 2017年 - 2018年 サッカースクール コーチ（JAPANサッカーカレッジ GKコーチ兼任）
  - 2019年 - 同年8月 U-15 GKコーチ
  - 2019年9月 -  同年12月 U-18 GKコーチ
- 2020年 -愛媛FC
  - 2020年 - アカデミーGKコーチ